# Álex Quiñónez
Pour les articles homonymes, voir Quiñónez.
Álex Leonardo Quiñónez Martínez  (né le 11 août 1989 à Esmeraldas et mort assassiné le 22 octobre 2021 à Guayaquil) est un athlète équatorien, spécialiste du sprint.

## Biographie
Après avoir remporté deux médailles d'or aux Championnats ibéro-américains de Barquisimeto en 2012, il a établi le 30 juin 2012 les records nationaux sur 100 et 200 m, respectivement à 10 s 27 et 20 s 29 à Bogota.
Il bat de nouveau son record d'Équateur en 20 s 28 en série du 200 mètres lors des Jeux olympiques de 2012. Il y atteint la finale où il se classe 7e (20 s 57).
Il remporte deux médailles d'or lors des Championnats d'Amérique du Sud d'athlétisme 2013 sur 100 et 200 mètres. Lors de l'édition suivante, à Lima en juin 2015, il est battu par Diego Palomeque de 3/100e sur le 100 m mais remporte aisément le 200 m en 20 s 76 face à ce même adversaire.
Engagé sur 200 m lors des championnats du monde à Pékin, en 2015, il est disqualifié pour faux-départ dès les séries (DQ R162.7).
En novembre 2017, il remporte les titres du 100 m et du 200 m lors des Jeux bolivariens en établissant 10 s 13 sur la distance reine puis 20 s 27 sur le demi-tour de piste, améliorant d'un centième de seconde son record établi en 2012 lors des Jeux olympiques de Londres. Il décroche le bronze sur le relais 4 x 100 m.
Le 28 avril 2018, à Clermont (Floride), Alex Quinonez améliore son propre record national du 200 m en courant en 20 s 14 (- 0,2 m/s). Il confirme sa renaissance à l'occasion des  Jeux sud-américains de Cochabamba, début juin : sur 100 m, il égale son record national de 10 s 09 datant de 2013 pour remporter la médaille d'argent, derrière le Panaméen Alonso Edward (10 s 01). Sur 200 m, il remporte le titre en descendant pour la première fois de sa carrière sous les 20 secondes, en 19 s 93. Il devient ainsi, à cette époque, le troisième athlète le plus rapide d'Amérique du Sud de tous les temps. Le 30 juin, il termine 3e du Meeting de Paris en 20 s 08. Cinq jours plus tard, à Lausanne, il termine à nouveau 3e en 20 s 08 (+ 0,4 m/s), derrière les Américains Noah Lyles (19 s 69) et Michael Norman Jr. (19 s 88). Le 20 juillet, il prend encore une 3e place, cette fois en 20 s 03 (+ 0,9 m/s), lors du Meeting Herculis de Monaco. Le 22 juillet, il termine 3e à Londres en 20 s 13, cette fois derrière Akeem Bloomfield (19 s 81) et Alonso Edward (20 s 01).
Le 30 juin 2019, il bat à Braga le record national du 400 m en 46 s 28. Le 5 juillet, il termine 2e à l'Athletissima de Lausanne et améliore sa propre marque nationale sur 200 m en 19 s 87.
Le 9 août 2019, il remporte le 200 m des Jeux panaméricains de Lima en 20 s 27 devant Jereem Richards et Yancarlos Martínez.
Il décroche la médaille de bronze des championnats du monde 2019 à Doha sur 200 m en 19 s 98, derrière Noah Lyles et Andre De Grasse.
Le 21 juillet 2021, le sprinteur est sanctionné d'un an de suspension par l'Athletics Integrity Unit (AIU) pour ne pas s'être rendu disponible à trois reprises pour un contrôle antidopage[réf. nécessaire].
Le 22 octobre 2021, il meurt assassiné en pleine rue à Guayaquil, plus grande ville du pays, en proie à de terribles violences depuis des semaines.

## Palmarès
| Date | Compétition                    | Lieu                 | Résultat | Épreuve   | Temps         |
| ---- | ------------------------------ | -------------------- | -------- | --------- | ------------- |
| 2012 | Championnats ibéro-américains  | Barquisimeto         | 1er      | 100 m     | 10 s 33       |
| 2012 | Championnats ibéro-américains  | Barquisimeto         | 1er      | 200 m     | 20 s 34       |
| 2012 | Championnats ibéro-américains  | Barquisimeto         | 3e       | 4 × 100 m | 40 s 83       |
| 2012 | Jeux olympiques                | Londres              | 7e       | 200 m     | 20 s 57       |
| 2013 | Jeux Bolivariens               | Trujillo             | 1er      | 100 m     | 10 s 52       |
| 2013 | Jeux Bolivariens               | Trujillo             | 1er      | 200 m     | 20 s 47       |
| 2013 | Jeux Bolivariens               | Trujillo             | 2e       | 4 × 100 m | 39 s 62       |
| 2013 | Jeux Bolivariens               | Trujillo             | 3e       | 4 × 400 m | 3 min 12 s 19 |
| 2013 | Championnats d'Amérique du Sud | Carthagène des Indes | 1er      | 100 m     | 10 s 22       |
| 2013 | Championnats d'Amérique du Sud | Carthagène des Indes | 1er      | 200 m     | 20 s 44       |
| 2014 | Jeux sud-américains            | Santiago             | 3e       | 100 m     | 10 s 39       |
| 2014 | Jeux sud-américains            | Santiago             | 2e       | 200 m     | 20 s 66       |
| 2015 | Championnats d'Amérique du Sud | Lima                 | 2e       | 100 m     | 10 s 43       |
| 2015 | Championnats d'Amérique du Sud | Lima                 | 1er      | 200 m     | 20 s 76       |
| 2015 | Championnats d'Amérique du Sud | Lima                 | 1er      | 4 × 100 m | 39 s 94       |
| 2017 | Jeux Bolivariens               | Santa Marta          | 1er      | 100 m     | 10 s 13       |
| 2017 | Jeux Bolivariens               | Santa Marta          | 1er      | 200 m     | 20 s 27       |
| 2017 | Jeux Bolivariens               | Santa Marta          | 3e       | 4 × 100 m | 39 s 83       |
| 2018 | Jeux sud-américains            | Cochabamba           | 2e       | 100 m     | 10 s 09       |
| 2018 | Jeux sud-américains            | Cochabamba           | 1er      | 200 m     | 19 s 93       |
| 2018 | Ligue de diamant               | Ligue de diamant     | 5e       | 200 m     | 20 s 34       |
| 2018 | Coupe continentale             | Ostrava              | 3e       | 200 m     | 20 s 36       |
| 2019 | Jeux panaméricains             | Lima                 | 1er      | 200 m     | 20 s 27       |
| 2019 | Ligue de diamant               | Ligue de diamant     | 5e       | 200 m     | 20 s 25       |
| 2019 | Championnats du monde          | Doha                 | 3e       | 200 m     | 19 s 98       |

## Records
| Épreuve | Épreuve   | Temps        | Lieu                | Date                    |
| ------- | --------- | ------------ | ------------------- | ----------------------- |
| 60 m    | En salle  | 6 s 66 (NR)  | Madrid              | 8 février 2019          |
| 100 m   | Plein air | 10 s 09 (NR) | Medellín Cochabamba | 25 mai 2013 6 juin 2018 |
| 200 m   | Plein air | 19 s 87 (NR) | Lausanne            | 5 juillet 2019          |
| 200 m   | En salle  | 21 s 12 (NR) | San Sebastián       | 2 février 2019          |
| 400 m   | Plein air | 46 s 28 (NR) | Braga               | 30 juin 2019            |